# Igor Ivanov (joueur d'échecs)
Pour les articles homonymes, voir Ivanov.
Pour l'homme politique russe, voir Igor Ivanov.
Ne doit pas être confondu avec Alexander Ivanov (joueur d'échecs).
Igor Vassilievitch Ivanov est un pianiste et un joueur d'échecs soviétique puis canadien, né le 8 janvier 1947 à Léningrad et mort le 17 novembre 2005 à Saint George (Utah). Après son émigration au Canada en 1980, Ivanov fut champion du Canada à trois reprises (en 1981. 1986 et 1987). Il reçut le titre de grand maître international peu avant sa mort d'un cancer en 2005.

## Biographie et carrière
Igor Ivanov apprit à jouer aux échecs à quatre ans et étudia le piano pendant son enfance. Il fit des études de mathématiques à Léningrad qu'il interrompit pour se consacrer aux échecs. En 1978, il remporta le mémorial Igor Zaïtsev à Vladivostok et finit premier du tournoi de sélection de Daugavpils, ex æquo avec Garry Kasparov. En 1979, il gagna le mémorial Taïliev à Achgabat et le tournoi de Iaroslavl. Ivanov se fit remarquer internationalement lorsqu'il battit le champion du monde Anatoli Karpov lors des spartakiades d'URSS organisées en 1979. L'année suivante, il fit partie de la délégation soviétique qui participait au mémorial Capablanca à Cienfuegos. Lors du retour vers Moscou, l'avion tchécoslovaque fit une escale à Gander (Terre-Neuve-et-Labrador). Igor Ivanov s'échappa de la délégation et demanda l'asile politique au Canada.
En 1981, Ivanov gagna le championnat du Canada, puis fit partie de l'équipe de secondants de Viktor Kortchnoï lors du Championnat du monde d'échecs 1981 à Mérano. Grâce à sa victoire au championnat canadien qui était aussi un tournoi zonal, Ivanov obtint le titre de maître international et se qualifiait pour le tournoi interzonal de Toluca. À Toluca, il finit quatrième (seuls les deux premiers étaient qualifiés pour le tournoi des candidats).
Ivanov représenta le Canada lors de deux olympiades : en 1984 et 1988, il jouait au premier échiquier.
En 1990, Ivanov s'installa aux États-Unis, en Utah, avec sa femme et travailla comme entraîneur de joueurs d'échecs. Il participa régulièrement aux championnats d'Utah. Dans les classements publiés par la fédération internationale, il était affilié à la fédération américaine tout en restant citoyen canadien.